# Pitkäjärvenoja (noord)
De Pitkäjärvenoja is een beek in het noorden van Zweden, dichtbij Finland, een zijvier van de Torne, die als afwateringsbeek van het Pitkäjärvi ontstaat, een meertje van ongeveer vier hectare groot, door de gemeente Kiruna door onbewoond gebied naar het zuiden stroomt, in de Torne uitkomt, de grensrivier met Finland, en ongeveer vijf kilometer lang is.
De Pitkäjärvenoja heeft twee takken, maar de andere tak heeft dezelfde naam Pitkäjärvenoja.